# Litketief

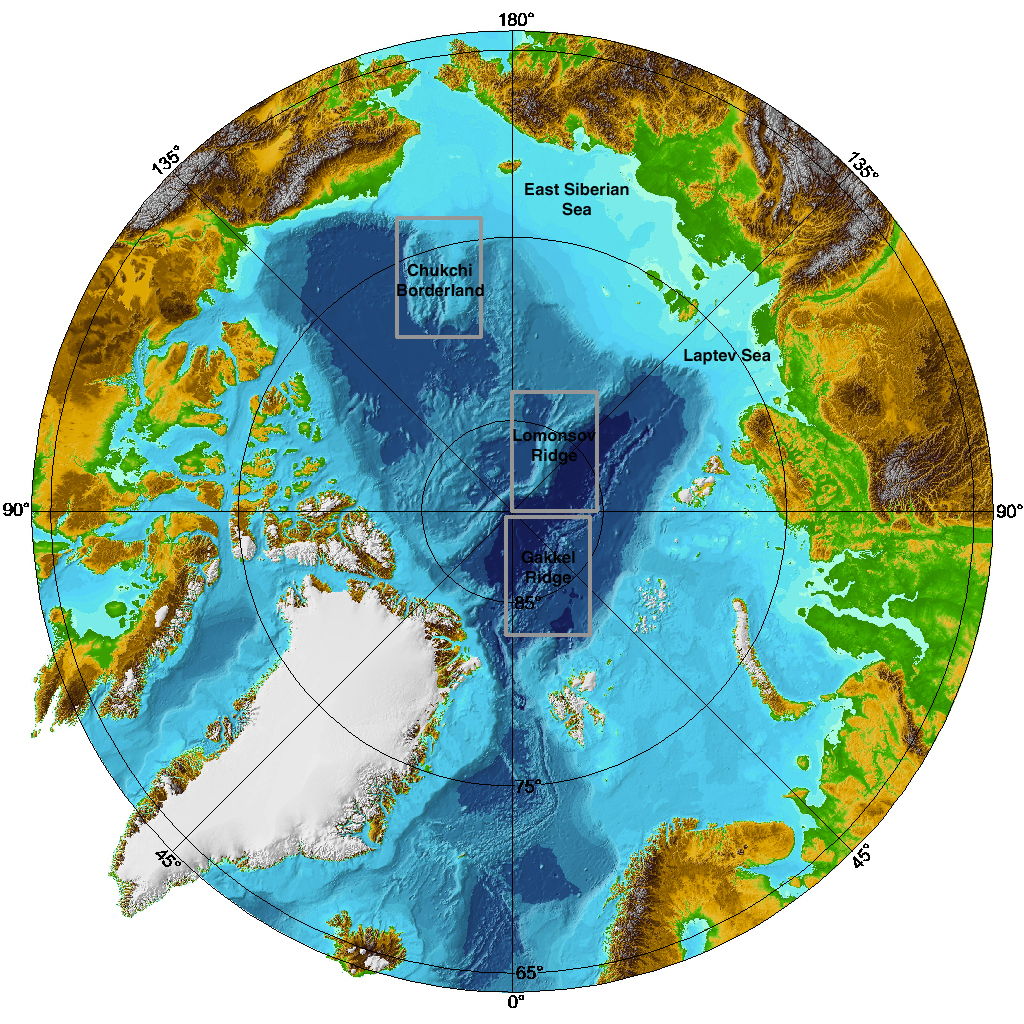
Bathymetrie des Arktischen Ozeans

Das Litketief ist ein 5449 m tiefes Meerestief im Nordpolarmeer und stellt nach dem Molloytief (5669 m) dessen zweittiefste Stelle dar.
Das Litketief liegt im Nordpolarmeer im Südwesten des Eurasischen Beckens etwa 220 km nördlich der Nordküste von Nordostland – bei 82° 24′ 0″ N, 19° 31′ 0″ O. Es ist benannt nach Friedrich Benjamin von Lütke (russisch Fjodor Petrowitsch Litke).